# جون آر. نيل
جون آر. نيل (بالإنجليزية: John R. Neill)‏  (و. 1877 – 1943 م) هو رسام توضيحي، وفنان أمريكي، ولد في فيلادلفيا، توفي عن عمر يناهز 66 عاماً.